# Ferula halophila
Ferula halophila är en flockblommig växtart som beskrevs av Pes$emen. Ferula halophila ingår i släktet stinkflokesläktet, och familjen flockblommiga växter. Inga underarter finns listade i Catalogue of Life.